# 天主教费拉迪圣安娜总教区
天主教費拉迪聖安娜總教區（拉丁語：Archidioecesis Fori Sanctae Annae）是羅馬天主教在巴西的一個教省總教區，下轄八個教區。
總教區前身的教區成立於1962年7月21日，2002年1月16日升為總教區。
總教區位於巴伊亞州東部，2010年有教友859,949人，佔轄區總人口89.6%。教區下轄卅七個堂區，有五十三名司鐸。現任教區總主教為伊塔馬爾·納維爾多·維安。